# Plocamiales
Ordre
Les Plocamiales sont un ordre d'algues rouges de la sous-classe des Rhodymeniophycidae, dans la classe des Florideophyceae. 

## Liste des familles
Selon AlgaeBase (1 août 2012) :
- famille des Plocamiaceae Kützing
- famille des Pseudoanemoniaceae V.J.Chapman
- famille des Sarcodiaceae Kylin

Selon Catalogue of Life (11 novembre 2021) et World Register of Marine Species (11 novembre 2021) :
- famille des Plocamiaceae Kützing, 1843
- famille des Sarcodiaceae Kylin, 1932

Selon ITIS (1 août 2012) :
- famille des Plocamiaceae
- famille des Sarcodiaceae

Selon NCBI (1 août 2012) :
- famille des Plocamiaceae
  - genre Plocamiocolax
  - genre Plocamium
- famille des Sarcodiaceae
  - genre Sarcodia
  - genre Trematocarpus